# Lesbians and Gays Support the Miners
Lesbians and Gays Support the Miners (« Lesbiennes et gays en soutien aux mineurs ») est une organisation créée par des militants homosexuels britanniques durant la grève des mineurs britanniques de 1984-1985 afin d’apporter un soutien aux grévistes.
L’organisation compta jusqu’à onze groupes au travers du Royaume-Uni, le groupe londonien était le plus nombreux et chronologiquement le premier. À lui seul, le groupe londonien leva plus de 11 000 £ (
soit 33 573 £ en 2025) en soutien de la grève. 

## Histoire
Le gouvernement Thatcher avait mis sous séquestre les fonds du Syndicat national des mineurs (NUM), ce qui signifiait qu’il était inutile pour les personnes voulant aider les grévistes d’envoyer des dons au syndicat national. À la place, des groupes de soutien à travers le Royaume-Uni ont été encouragés à rentrer en contact directement avec les différentes communautés minières en Angleterre, en Écosse ou au Pays de Galles. L’organisation Lesbians and Gays Support the Miners a été formée par Mark Ashton et son ami Michael (Mike) Jackson, après que les deux hommes ont recueilli des dons pour les mineurs à la marche Lesbian and Gay Pride de Londres en 1984. Le groupe LGSM de Londres, qui se rencontrait et collectait des fonds dans de nombreux endroits, y compris la librairie Gay’s The Word (en) (la boutique servait de quartier général au groupe de Londres et accueillait leurs réunions régulières,), se jumela avec les groupes de soutien aux mineurs des vallées de Neath, Dulais (en) et Swansea.
En novembre 1984, un groupe de lesbiennes se détacha de LGSM pour former un groupe distinct, Lesbians Against Pit Closures (en), bien que certaines lesbiennes soient restées actives dans la campagne de LGSM plutôt que de se joindre au groupe réservé aux femmes.
En plus de recueillir environ 20 000 £ pour les familles qui étaient en grève, il y eut des visites réciproques. Le plus grand évènement de collecte de fonds fut le concert caritatif Pits and Perverts, (« Puits et pervers ») que le groupe organisa au Electric Ballroom (en) dans Camden Town, à Londres, le 10 décembre 1984, avec Bronski Beat, dont le chanteur était Jimmy Somerville, en tête d’affiche. Le titre du concert viendrait à l’origine, selon plusieurs sources,, d’un titre du tabloïd britannique The Sun.

## Héritage & empreinte durable
Les liens qui furent tissés entre lesbiennes, gays, bisexuels et transgenres (LGBT) et le mouvement ouvrier se sont également avérés être un tournant important dans la progression des questions LGBT au Royaume-Uni. Les mouvements de mineurs ont commencé à soutenir, approuver et à participer à diverses marche des fiertés à travers le Royaume-Uni ; en 1985 à la conférence de Bournemouth du parti travailliste, une résolution engageant le parti à soutenir l’égalité des droits des personnes LGBT est passée pour la première fois en raison d’un vote de soutien massif venant du Syndicat national des mineurs ; et les groupes de mineurs ont été parmi les alliés les plus engagés de la communauté LGBT dans la campagne de 1988 contre la Section 28.
Un fonds d’archives concernant les travaux du groupe de Londres est conservé au People’s History Museum de Manchester. Il comprend les procès-verbaux des réunions, des boutures correspondance, presse hebdomadaire, matériel publicitaire, badges d’émail, de photographies et la bannière.
L’histoire de ce groupe est mise en scène dans le film Pride, réalisé par Matthew Warchus et sorti en 2014,,. Le rôle de Mark Ashton, militant leader du groupe, est joué par Ben Schnetzer. Plusieurs membres survivants du groupe participèrent comme figurants.